# Patriottenlied
| Volksliederen van Rusland en de Sovjet-Unie | Volksliederen van Rusland en de Sovjet-Unie |
| ------------------------------------------- | ------------------------------------------- |
| (1791)                                      | Grom pobedy, razdavajsja!                   |
| 1815                                        | Gebed van de Russen                         |
| 1833                                        | God, behoed de tsaar!                       |
| 1917                                        | Arbeidersmarseillaise                       |
| 1918(±)                                     | De Internationale                           |
| 1944                                        | Volkslied van de Sovjet-Unie                |
| 1991                                        | Patriottenlied                              |
| 2000                                        | Volkslied van de Russische Federatie        |

Het Patriottenlied (Russisch: Патриотическая Песня, Patriotitsjeskaja Pesnija) was het volkslied van Rusland van 1991 tot 2000. Het was ook het volkslied van de Russische SFSR van 1990 tot de opheffing van de Sovjet-Unie eind 1991. Het was aanvankelijk een instrumentaal muziekstuk zonder tekst dat werd geschreven door Michail Glinka en het laatste stuk van zijn opera Een leven voor de tsaar (1836) was.
In 1999 schreef de Russische overheid een wedstrijd uit om een tekst voor het lied te verzinnen. De wedstrijd eindigde in november 1999 en werd gewonnen door Viktor Radoegin. Het volkslied werd echter nooit officieel bekrachtigd en is nooit populair geweest onder de Russische bevolking. Onder de nieuwe president Vladimir Poetin werd teruggekeerd naar een volkslied op muziek van de oude Sovjet-hymne, maar met een tekst (geschreven door Sergej Michalkov, die mede-auteur was van de Sovjet-hymne) waaruit de verwijzingen naar Lenin en de communistische partij verwijderd werden.

## Tekst
Славься, славься, родина-Россия!

Сквозь века и грозы ты прошла

И сияет солнце над тобою

И судьба твоя светла.

Над старинным московским Кремлем

Вьется знамя с двуглавым орлом

И звучат священные слова:

Славься, Русь - Отчизна моя!